# Montagne Noire (Slovaquie)
Pour les articles homonymes, voir Čierna hora.
La montagne Noire (slovaque : Čierna hora) est une chaîne de montagnes de l'Est de la Slovaquie principalement située dans la région de Košice entre la ville de Košice au sud-est et les communes de Krompachy au nord-ouest et Kysak au nord-est. Géologiquement, la chaîne se trouve à l'extrémité orientale des monts Métallifères slovaques dans les Carpates occidentales intérieures. Sa superficie est d'environ 250 km2.
Le point culminant est la Roháčka, à 1 029 m d'altitude situé entre Margecany et Kluknava. La région de la montagne Noire est drainée par la rivière Hornád. Dans le massif se trouve le réservoir de Ružín.
Sur les pentes inférieures, le hêtre est prédominant, les hauteurs sont couvertes par de l'épicéa et des forêts mixtes.